# 순환논법

순환논법(循環論法) 또는 순환논증(循環論證, circular reasoning, circulus in probando, "circle in proving", circular logic)은 추론자가 논증할 명제를 논증의 근거로 하는 시작하는 논리적 오류이다.
순환논증의 요소는 논리적으로 유효한데, 그 이유는 전제가 참일 경우 결론이 참이어야 하기 때문이다. 순환논법은 정규적인 논리적 오류는 아니지만 논증에 실용적 결함이 있기 때문에 논증의 설득은 실패하게 된다. 이미 결론을 믿고 있지 않거나 전제가 결론에 대한 독립적인 증거가 되지 못한다면 전제를 수락할 이유가 없다. 선결문제 요구는 순환논법과 밀접한 관련이 있으며 현대에는 이 둘이 모두 동일한 의미로 사용된다.

## 같이 보기
- 권위에 호소하는 논증
- 선결문제 요구의 오류
- 순환 참조
- 순환인용
- 정합주의
- 역설
- 동어 반복